# 雒树刚
雒树刚（1955年5月27日—），河北南宫人，中国共产党、中华人民共和国政治人物，曾任中共中央宣传部常务副部长、首任文化和旅游部部长。是中共第十七届中纪委委员、第十八届、十九届中央委员。

## 经历
1978年10月，考入中国人民大学科学社会主义系（后更名为“国际政治系”）国际共产主义运动史学专业学习；毕业后，进入中共中央党校，攻读“党的学说和党的建设专业”研究生，获硕士学位。
此后，雒树刚一直在中共中央宣传部门任职。历任《求是》杂志社政理部主任，中共中央宣传部副秘书长，理论局局长。
2000年3月，任中共中央宣传部副部长、兼秘书长等职，并在2007年11月召开的中共十七大上，当选中央纪律检查委员会委员。
2008年5月，接替吉炳轩，升任中宣部常务副部长，兼任中央精神文明建设指导委员会办公室主任。
2014年12月，任文化部党组书记、部长。2018年3月19日任改组后的文化和旅游部部长。在此期间，继续担任中共中央宣传部副部长。
2020年8月，因年龄到限，不再担任文化和旅游部部长职务。随后，被增补为全国政协文化文史和学习委员会副主任。2023年，他离开全国政协，转任全国人大教育科学文化卫生委员会主任委員。